# Station Eine
Station Eine is een spoorwegstation langs spoorlijn 86 (De Pinte - Ronse) in Eine, een deelgemeente van de stad Oudenaarde.
In 1857 werd de spoorwegonderneming Compagnie du chemin de fer Hainaut et Flandres opgericht met als doel het bouwen van een spoorlijn tussen Gent en de Borinage teneinde de steenkool uit de Borinage via de haven van Gent te kunnen verschepen. Datzelfde jaar nog kwam de sectie De Pinte-Oudenaarde gereed. De stations op de lijn kregen een monotoon uiterlijk mee; Eine, Zingem, Gavere-Asper, Eke-Nazareth en De Pinte waren zelfs identiek aan elkaar. Het betrof telkens een groot, twee bouwlagen tellend, gebouw onder een overstekend zadeldak. Oorspronkelijk telde station Eine 3 traveeën, in de loop der jaren is het echter verlengd naar 5 traveeën.
Het gebouw overleefde de Eerste Wereldoorlog niet, nadien werd het vervangen door een nieuw station ontworpen door N. Richard en A. Desmet. Kenmerkend voor de stations uit die tijd is het wolfsdak (zie ook Station Drongen en Hansbeke), opvallend is de grootte van het gebouw ten aanzien van het relatief kleine Eine. Qua indeling werd het lage gedeelte gebruikt als wachtzaal, loketten en magazijn, het hogere gedeelte deed vervolgens dienst als woning van de stationschef.
In 1993 schafte de NMBS de loketten af te Eine. Hierna heeft het stationsgebouw lange tijd leeg gestaan wat het verval is de hand werkte. In 2000, de NMBS stond toen al klaar met de sloophamer, kocht uiteindelijk een zekere Guy Coens uit Zwalm het gebouw op waarna het geheel gerestaureerd werd. Anno 2009 is er een verzekeringskantoor in gevestigd.
Eine beschikt over 1 perron, er zijn dus geen uitwijk- of passeermogelijkheden tussen Zingem en Oudenaarde. Het perron is nog op de oude standaardhoogte en slechts gedeeltelijk verhard. Er zijn vijf wachthuisjes voorzien van het type "Mechelen". Naast het stationsgebouw bevindt zich een ruim overdekt fietsenrek dat plaats biedt aan 142 fietsen. Parkeren kan op het nabijgelegen Ohioplein, daar kunnen een honderdtal wagens staan.

## Galerij

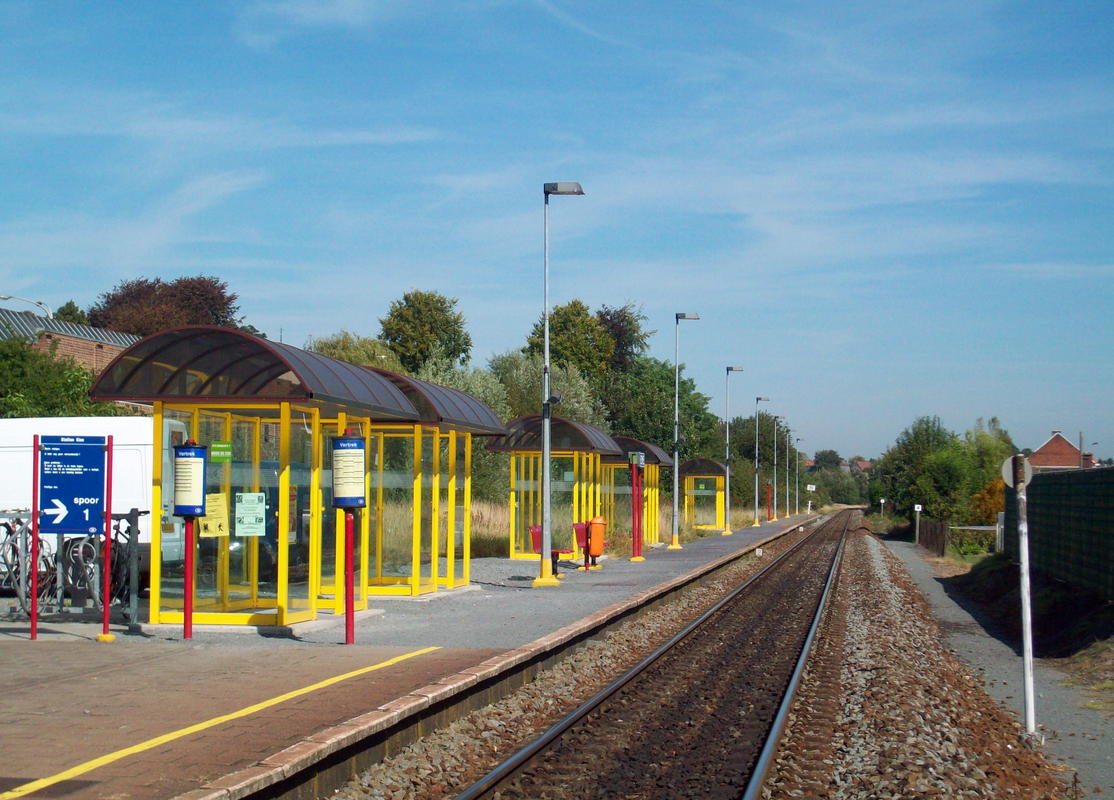
Zicht op het perron
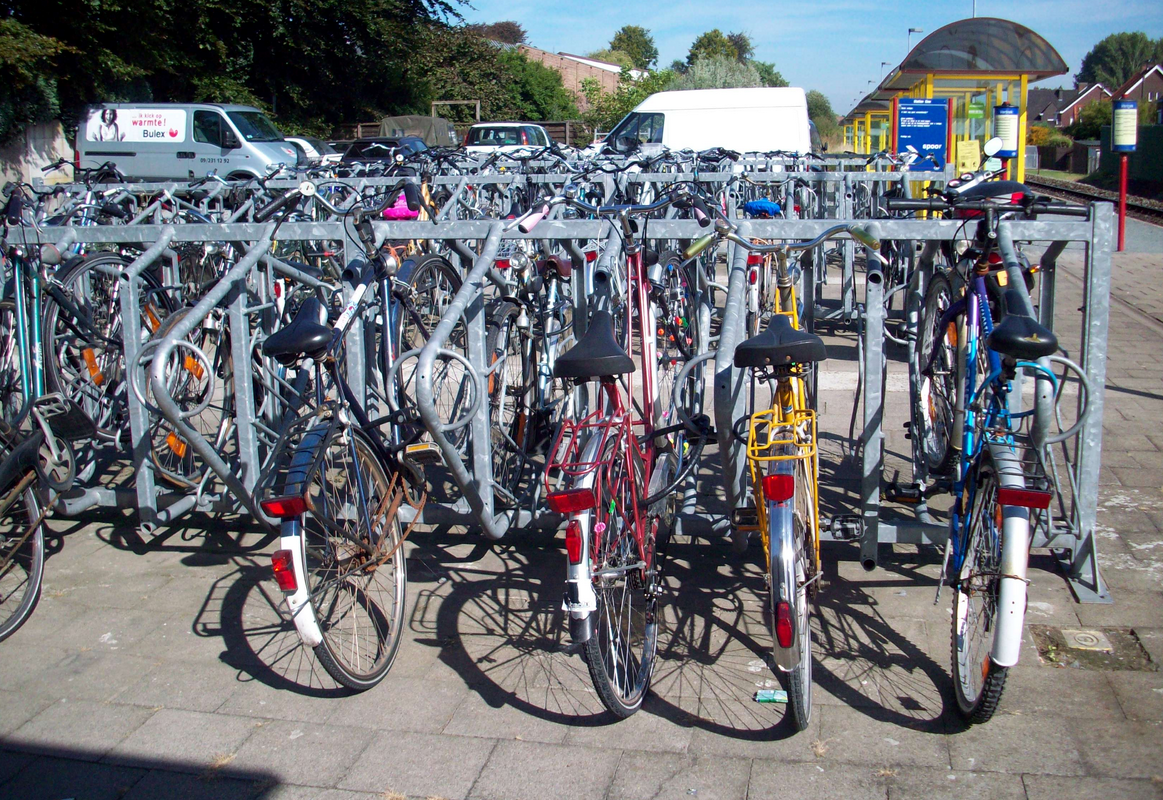
Fietsenstalling
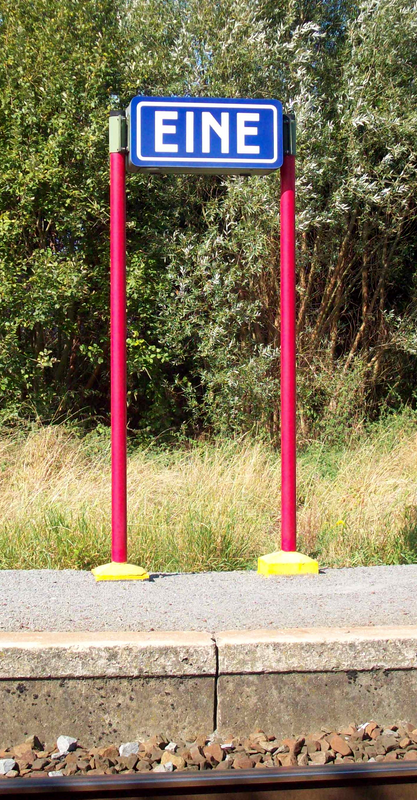
Naambord station Eine

## Treindienst
| Serie       | Treinsoort          | Route                                                                                        | Bijzonderheden |
| ----------- | ------------------- | -------------------------------------------------------------------------------------------- | --- |
| S 51        | S-trein Gent (NMBS) | Eeklo – Gent-Sint-Pieters – Eine – Oudenaarde – Ronse                                        | Rijdt op zondag 1×/2u.                                                                                                   |
| P 7960/8960 | Piekuurtrein (NMBS) | Geraardsbergen – Zottegem – Gent-Sint-Pieters                                                | Rijdt alleen op werkdagen.                                                                                               |
| S 53        | S-trein Gent (NMBS) | Ronse – Oudenaarde – Eine – Gent-Sint-Pieters – Gent-Dampoort – Lokeren – Antwerpen-Centraal | In het weekend wordt lijn S53 verlengd tot Antwerpen-Centraal, en vervangt daarmee lijn S34 van het Antwerpse S-netwerk. |

## Reizigerstellingen
De grafiek en tabel geven het gemiddeld aantal instappende reizigers weer op een week-, zater- en zondag.
| Tabel: aantal instappende reizigers station Eine | Tabel: aantal instappende reizigers station Eine | Tabel: aantal instappende reizigers station Eine | Tabel: aantal instappende reizigers station Eine |
|                                                  | Weekdag                                          | Zaterdag                                         | Zondag                                           |
| ------------------------------------------------ | ------------------------------------------------ | ------------------------------------------------ | ------------------------------------------------ |
| 1977                                             | 262                                              | 32                                               | 31                                               |
| 1978                                             | 292                                              | 40                                               | 28                                               |
| 1979                                             | 273                                              | 44                                               | 22                                               |
| 1980                                             | 292                                              | 35                                               | 43                                               |
| 1981                                             | 298                                              | 39                                               | 22                                               |
| 1982                                             | 295                                              | 34                                               | 32                                               |
| 1983                                             | 311                                              | 38                                               | 29                                               |
| 1984                                             | 222                                              | 25                                               | 25                                               |
| 1985                                             | 169                                              | 32                                               | 23                                               |
| 1986                                             | 177                                              | 30                                               | 27                                               |
| 1987                                             | 201                                              | 28                                               | 21                                               |
| 1988                                             | 288                                              | 46                                               | 45                                               |
| 1989                                             | 260                                              | 54                                               | 37                                               |
| 1990                                             | 333                                              | 61                                               | 53                                               |
| 1991                                             | 299                                              | 61                                               | 51                                               |
| 1992                                             | 341                                              | 65                                               | 27                                               |
| 1993                                             | 295                                              | 74                                               | 49                                               |
| 1994                                             | 294                                              | 46                                               | 72                                               |
| 1995                                             | 273                                              | 60                                               | 34                                               |
| 1996                                             | 320                                              | 47                                               | 38                                               |
| 1997                                             | 331                                              | 59                                               | 39                                               |
| 1998                                             | 349                                              | 38                                               | 39                                               |
| 1999                                             | 281                                              | 55                                               | 36                                               |
| 2000                                             | 306                                              | 54                                               | 41                                               |
| 2001                                             | 276                                              | 34                                               | 54                                               |
| 2002                                             | 274                                              | 58                                               | 50                                               |
| 2003                                             | 262                                              | 74                                               | 63                                               |
| 2004                                             | 290                                              | 67                                               | 75                                               |
| 2005                                             | 287                                              | 69                                               | 64                                               |
| 2006                                             | 299                                              | 64                                               | 72                                               |
| 2007                                             | 361                                              | 69                                               | 63                                               |
| 2008                                             | -                                                | -                                                | -                                                |
| 2009                                             | 380                                              | 81                                               | 68                                               |
| 2010                                             | -                                                | -                                                | -                                                |
| 2011                                             | -                                                | -                                                | -                                                |
| 2012                                             | 448                                              | 63                                               | 82                                               |
| 2013                                             | 413                                              | 57                                               | 64                                               |
| 2014                                             | 378                                              | 56                                               | 96                                               |
| 2015                                             | 296                                              | 83                                               | 66                                               |
| 2016                                             | 332                                              | 75                                               | 90                                               |
| 2017                                             | 443                                              | 85                                               | 74                                               |
| 2018                                             | 443                                              | 144                                              | 92                                               |
| 2019                                             | 491                                              | 107                                              | 64                                               |
| 2020                                             | 248                                              | 94                                               | 75                                               |
| 2021                                             | -                                                | -                                                | -                                                |
| 2022                                             | 316                                              | 151                                              | 91                                               |
| 2023                                             | 310                                              | 129                                              | 68                                               |
| 2024                                             | 380                                              | 115                                              | 94                                               |

0,0: De Pinte ·
4,5: Eke-Nazareth ·
8,0: Gavere-Asper ·
10,5: Zingem ·
13,3: Heurne ·
15,2: Eine ·
18,0: Oudenaarde ·
20,2: Leupegem ·
23,8: Etikhove ·
28,1: Louise-Marie ·
29,4: Marijve ·
31,7: Ronse ·
35,1: Dergneau ·
37,2: Anvaing ·
39,8: Ellignies ·
41,6: Frasnes-lez-Anvaing ·
46,3: Grandmetz ·
49,2: Leuze ·
53,2: Tourpes ·
56,0: Thumaide ·
57,1: Basècles ·
58,8: Basècles-Groeven